# Sun Coast Classic
Het Sun Coast Classic was een golftoernooi in Zuid-Afrika, dat deel uitmaakte van de Sunshine Tour. Het toernooi werd opgericht in 2006. Het toernooi vond jaarlijks plaats op de Durban Country Club in Durban.
Er werd gespeeld in drie ronden (54-holes) en de par van de golfbaan is 72.

## Winnaars
| Jaar | Winnaar          | Score | Score | Info                                                     |
| ---- | ---------------- | ----- | ----- | -------------------------------------------------------- |
| 2006 | Alex Haindl      | 207   | –9    | Won de play-off van Lindani Ndwandwe en Bradford Vaughan |
| 2007 | Adilson Da Silva | 208   | –8    | [ 2 ]                                                    |
| 2008 | Jake Roos po     | 210   | –6    | Won de play-off van Omar Sandys                          |
| 2009 | Louis de Jager   | 207   | –9    | [ 4 ]                                                    |
| 2010 | Adilson Da Silva | 196   | –20   | [ 5 ]                                                    |
| 2011 | Darren Fichardt  | 203   | –13   | [ 6 ]                                                    |
| 2012 | Ruan de Smidt    | 208   | –8    | [ 7 ]                                                    |

| Toernooirecord |  | po = winnaar na play-off |

## Trivia
- In 2008 vond het toernooi plaats in de maand mei.

Amatola Sun Classic · Atlantic Beach Classic · Bell's Player Championship · Bloemfontein Classic · Botswana Open · Bushveld Classic · Canon Classic · Coca-Cola Charity Championship · Cock of the North · Devonvale Classic · Emfuleni Classic · Eskom Power Cup · General Motors Open · Goldfields Powerade Classic · Goodyear Classic · Graceland Challenge · Highveld Classic · ICL International · Iscor Newcastle Classic · Kalahari Classic · Limpopo Classic · Lombard Tyres Classic · Mafunyane Trophy · Mercedes Benz Golf Challenge · Mount Edgecombe Trophy · Namibië Open · Namibia PGA Championship · Nashua Wild Coast Sun Challenge · Natal Open · Nelson Mandela Invitational · Northern Cape Classic · Observatory Classic · Palabora Classic · Parmalat Classic · Radio Algoa Challenge · Randfontein Classic · Rhodesian Masters · Riviera Resort Classic · Royal Swazi Sun Classic · Seekers Travel Pro-Am · South African Masters · South African Match Play Championship · South African Pro-Am Invitational · Spoornet Classic · Sun Coast Classic · Transvaal Open · Vodacom Golf Championship · Vodacom Open · Vodacom Players Championship · Vodacom Series · Vodacom Trophy · Western Cape Classic · Western Province Open